# Les Dames du bois de Boulogne
Pour plus de détails, voir Fiche technique et Distribution.
Les Dames du bois de Boulogne est un drame romantique français écrit et réalisé par Robert Bresson sorti en 1945.
Il s’agit de l’adaptation de la nouvelle l’Histoire de Mme de la Pommeraye, insérée dans le roman Jacques le Fataliste et son maître (1784) de Denis Diderot, qui a également inspiré le film Mademoiselle de Joncquières (2018) à Emmanuel Mouret.
Considéré[Par qui ?] comme un classique du cinéma des années 1940, encensé par la critique[réf. nécessaire], son réalisateur le considère toutefois comme « un mauvais film ».

## Synopsis
Hélène souffre d'être délaissée par son amant Jean. Elle feint de ne plus l'aimer pour voir sa réaction, et comprend avec horreur qu'il est soulagé par cette révélation mensongère. Ils se séparent, mais Hélène, blessée, décide de se venger. Agnès, la fille de Madame D., est danseuse de cabaret depuis la faillite de sa mère. Hélène paie leurs dettes, installe mère et fille dans un appartement de Port-Royal et organise la rencontre de Jean et d’Agnès au bois de Boulogne, près de la Grande Cascade. Jean s'éprend d'Agnès. Celle-ci repousse d'abord ses avances, puis tente de lui avouer son passé mais sans succès, car Hélène continue de tirer les ficelles.

## Fiche technique
- Titre original : Les Dames du bois de Boulogne
- Réalisateur : Robert Bresson
- Assistant réalisateur : Roger Mercanton
- Scénariste adaptateur : Robert Bresson
- Œuvre originale : d'après la nouvelle l’Histoire de Mme de la Pommeraye, épisode du roman Jacques le Fataliste et son maître (1784) de Denis Diderot
- Dialoguiste : Jean Cocteau
- Directeur de la photographie : Philippe Agostini
- Chef-opérateur : Marcel Weiss
- Ingénieur du son : Robert Ivonnet
- Compositeur de la musique originale : Jean-Jacques Grünenwald
- Décorateurs : Max Douy, Robert Lavallée
- Assistants décorateurs : James Allan, Robert Clavel
- Créatrices des costumes : Madame Grès, Elsa Schiaparelli
- Monteur : Jean Feyte
- Producteur : Raoul Ploquin
- Société de production : Les Films Raoul Ploquin
- Affichiste : Bernard Lancy (France)
- Pays :  France
- Langue originale : français
- Format : Noir et blanc - Son monophonique (Tobis-Klangfilm) - 1.37:1
- Genre : Drame romantique
- Durée : 84 minutes
- Dates de sortie : 
  - France : 21 septembre 1945
  - États-Unis : 3 avril 1964
- Affiches : Claire Finel, Bernard Lancy (France)

## Distribution
- Maria Casarès : Hélène
- Élina Labourdette : Agnès
- Paul Bernard : Jean
- Lucienne Bogaert : Madame D.
- Jean Marchat : Jacques.
- Yvette Étiévant : femme de chambre d'Hélène
- Katsou : chien d'Hélène
- Lucy Lancy
- Marguerite de Morlaye
- Nicole Régnault
- Bernard Lajarrige (rôlé coupé au montage)
- Emma Lyonnel (rôle coupé au montage)

## Production

### Projet
Le réalisateur transpose à l'époque contemporaine une pratique fallacieuse employée sous l'Ancien régime, consistant à faire épouser une prostituée à un ingénu chevalier. Cette mésalliance exclut ledit chevalier de tout accès à la cour ou à la noble société. La transposition en 1945 brise évidemment ce ressort dramatique.

### Choix des interprètes
Le rôle de Jean devait initialement être tenu par Alain Cuny, puis par Jean Marais, et fut finalement attribué à Paul Bernard.

### Tournage

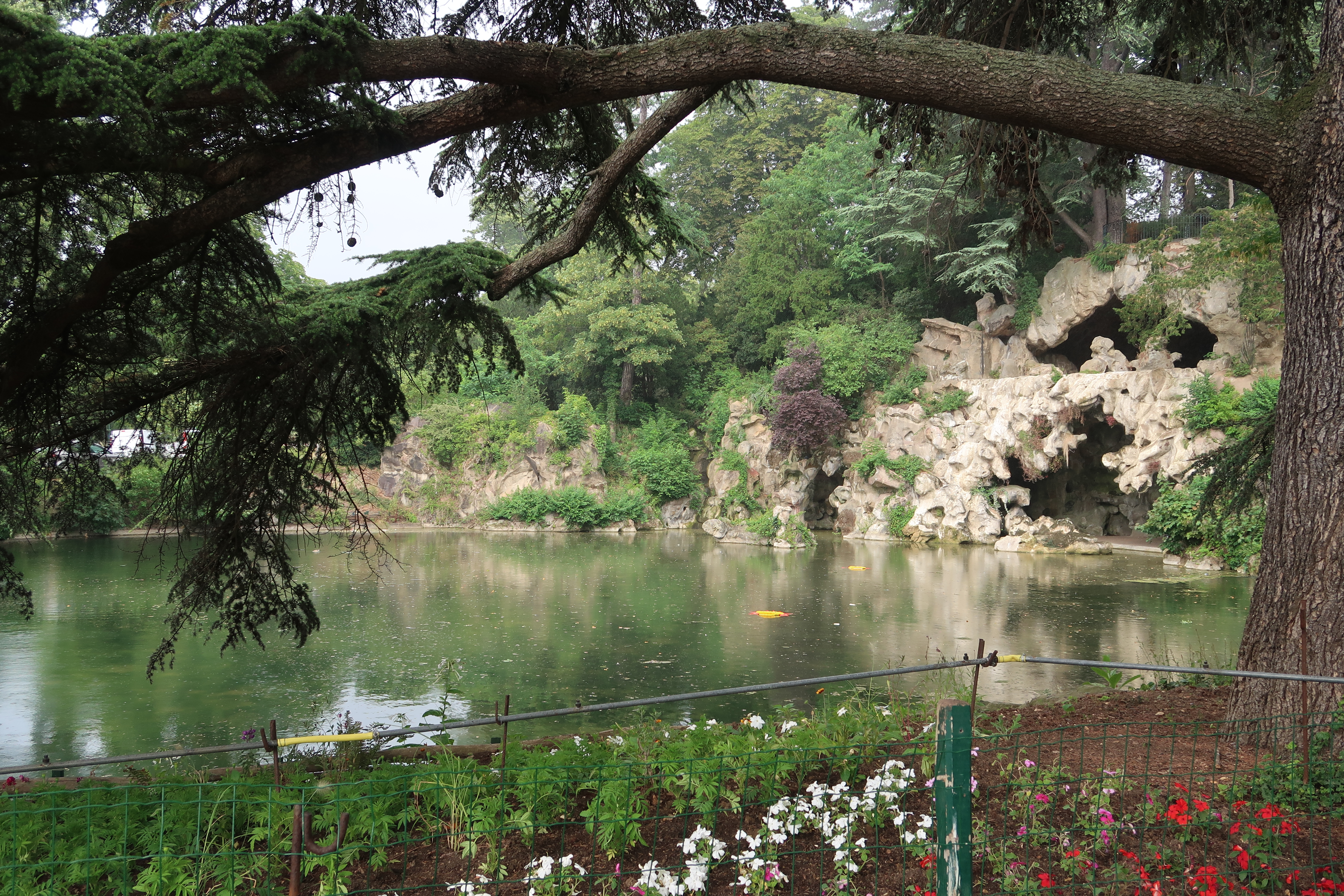
Devant la Grande Cascade du bois de Boulogne, un des lieux de tournage.

Les conditions de tournage du film ne sont pas simples ; la France est toujours occupée et les Alliés bombardent régulièrement Paris. Robert Bresson et son équipe doivent ainsi affronter de nombreuses coupures d’électricité, des alertes aux bombardements et différentes restrictions imposées par les Allemands ou les circonstances. La Libération de Paris interrompt le tournage commencé fin avril 1944. Il reprend quelques mois plus tard avec une équipe technique en partie différente.
Lors d'une scène, il est prévu que Maria Casarès verse quelques larmes. Elle commence par plisser les yeux et grimacer pour les faire venir mais Bresson n'est pas satisfait. Il lui propose d'utiliser des larmes de glycérine. L'actrice refuse et s'acharne à battre des cils et à froncer le nez pour réussir à pleurer. Cela ne convient pas au réalisateur qui veut à tout prix un visage immobile : « Ne bougez pas le nez, ni rien du tout. Seulement les yeux ouverts. » Elle réussit à y parvenir mais, perfectionniste, Bresson exige de tourner sept prises du plan. Maria Casarès a donc réussi sept fois de suite à pleurer tout en conservant un visage impassible.
Maria Casarès garde donc un très mauvais souvenir du tournage, ainsi qu'elle en a témoigné : « Je n'en finirais pas si je devais raconter la petite histoire de ce film, depuis le début du tournage où Lucienne Bogaert et moi buvions fine sur fine pour répondre aux désirs et aux ordres de Robert Bresson. Il nous saoulait pour venir à bout de nos nerfs, disait-il, et de notre personnalité, je pense. Jusqu'à la fin où, découragés, épuisés, vaincus, presque tous les acteurs abandonnaient, en arrivant au studio, tout ce qui pouvait ressembler à une vie propre ou à une volonté personnelle pour traîner devant notre doux tyran ce qu'il désirait : un corps, une voix qu'il avait choisis comme on achète un objet qui ornera bien, pense-t-on un coin de cheminée… Je n'ai jamais haï personne comme j'ai haï Robert Bresson sur le plateau ».

## Autour du film
- Le film devait initialement s'intituler Les Dames de Port-Royal (square devenu le square Louvois, devant la Bibliothèque nationale) ; ce détail contribua à faire taxer Besson de « janséniste » par la critique.
- Robert Bresson a déclaré au sujet de son film : « C'est un très mauvais film. Je ne tiens pas à en parler et je regrette d'avoir accepté que la télévision le programme »[1].
- André Bazin caractérisa ce film en écrivant : « Bresson a spéculé sur les dépassements d'un conte réaliste dans un autre contexte réaliste. Le résultat, c'est que les deux réalismes se détruisent l'un l'autre, les passions se dégagent de la chrysalide des caractères [...] mais sa stylisation n'est pas l'abstraction "à-priori" du symbole, elle se construit sur une dialectique du concret et de l'abstrait par l'action réciproque d'éléments contradictoires »[5]

## Autre version
En 2018, Emmanuel Mouret s'est inspiré du même épisode de Jacques le Fataliste et son maître pour réaliser Mademoiselle de Joncquières, avec Cécile de France et Édouard Baer.